# Корнилиево-Комельский монастырь
Корнилиево-Комельский монастырь — недействующий восстанавливаемый православный монастырь Вологодской епархии, расположенный на реке Нурме в 50 км от Вологды и в 5 км от Грязовца.

## История монастыря
Основан в 1497 году преподобным Корнилием Комельским.

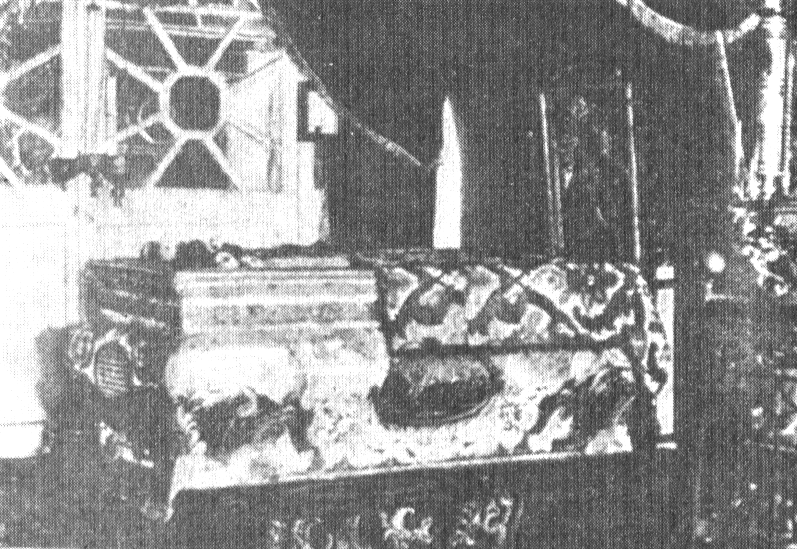
Рака с мощами преподобного Корнилия Комельского. Иллюстрация книги «Православные русские обители», 1909 год

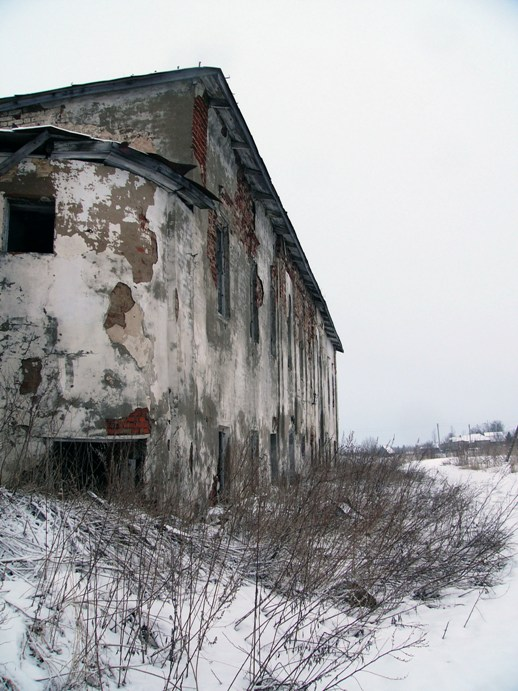
Руины Корнилиево-Комельского монастыря

Основателем монастыря в 1501 году построен первый деревянный храм в честь Введения во храм Пресвятой Богородицы, а в 1512 году, когда число насельников возросло, был построен каменный храм. Для монастыря преподобный Корнилий между 1515—1529 годами написал монастырский устав, ставший третьим русским уставом для монашествующих. В 1538 году во время вторжения казанских татар братия вместе с преподобным Корнилием эвакуировалась на Белоозеро, но монастырь избежал разграбления. Здесь же, в монастыре, Корнилий Комельский был погребен. Мощи Корнилия Комельского впоследствии перенесены в раку отдельной монастырской церкви, где вместе с ним были захоронены его преемники — настоятели преподобный Лаврентий и Кассиан.
Начиная с Василия III монастырь получал щедрые дары от московских великих князей и царей. В середине XVIII века монастырь имел около трёх тысяч душ крестьян. В 1764 году был причислен к монастырям «третьего класса», начался период упадка монастыря. Доход монастырю приносил открытый в 1765 году у его стен источник минеральной воды, на основе которого в середине XIX века была устроена лечебница с холодными и тёплыми ваннами.
С 1770 года игуменом монастыря был Иннокентий (Лавров), впоследствии ставший архимандритом Спасо-Прилуцкого монастыря.
В начале XX века при монастыре находилась библиотека со значительным количеством древних книг и рукописей, была обустроена школа.
15 апреля 1924 года монастырь закрыт, большая часть его построек разрушена в 1930-е годы. Часть икон из монастырских соборов попала в Вологодский музей. В монастыре был устроен санаторий, в 1939 году его использовали для размещения интернированных польских военных.
В годы Великой Отечественной войны в монастыре размещали немецких военнопленных.
После войны монастырь стал тюрьмой, а позже психиатрической больницей.